# Damien Bomboir
Damien Bomboir, né le 10 juillet 1984, est un judoka belge qui évolue dans la catégorie des moins de 60 kg (super-légers). Il est affilié au Royal Judo Club Mons.

## Palmarès
En 2007, Damien Bomboir a remporté le British Open de Londres ainsi que le tournoi international de Besançon.
 
Il a été champion de Belgique sénior en 2005 :
| Chpt de Belgique | Chpt de Belgique | 2003 | 2004 | 2005 | 2006 | 2007 | 2008 | 2009 | 2010 | 2011 |
| ---------------- | ---------------- | ---- | ---- | ---- | ---- | ---- | ---- | ---- | ---- | ---- |
| super-légers     | -60 kg           | 2e   | 3e   | 1er  | -    | 3e   | 2e   | -    | -    | -    |